# سیاه تپه
سیاه تپه مربوط به هزاره یکم پیش از میلاد است و در شهرستان قوچان واقع شده و این اثر در تاریخ ۹ آذر ۱۳۸۹ با شمارهٔ ثبت ۲۹۵۳۳ به‌عنوان یکی از آثار ملی ایران به ثبت رسیده است.